# Matière dangereuse

Symbole du système général harmonisé de classification et d'étiquetage des produits chimiques indiquant un produit chimique corrosif.

Les matières dangereuses sont des matières ou objets qui présentent un risque pour la santé, la sécurité, les biens ou l'environnement. Celles-ci sont énumérées dans la liste des marchandises dangereuses des règlements du transport ou, si elles ne figurent pas sur cette liste, sont classées conformément aux réglementations internationales.
L'ONU est l'institution internationale qui établit les règles de ces transports. Il existe donc des accords internationaux pour les transports routier, ferroviaire et fluvial. Concernant l'aérien et le maritime, il existe deux organismes distincts : l'organisation de l'aviation civile internationale (OACI) basée à Montréal et l'organisation maritime internationale (OMI) basée à Londres.

## Réglementation européenne
En 2000, la  directive-cadre sur l'eau (art 16) a introduit une notion de substances (ou famille de substances) dangereuses prioritaires, dans le cadre (légal et méthodologique de hiérarchisation des substances  polluantes pour les milieux aquatiques. La décision  2455/2001  du  16 décembre 2001 liste ces substances prioritaires pour beaucoup déjà classées « dangereuses » et la directive prévoit que « Les rejets, émissions et pertes de ces substances dangereuses prioritaires doivent être progressivement supprimés, dans un délai de vingt ans ».
Par ailleurs, le règlement REACH a introduit la notion de « substance extrêmement préoccupante » (substance of very high concern ou SVHC).

## Réglementation française
Chaque signataire de ces accords internationaux les applique, mais peut, s'il le souhaite sur certains points, compléter ceux-ci par des spécificités nationales. En France, l’« arrêté TMD » modifié et le Règlement pour le transport et la manutention des marchandises dangereuses dans les ports maritimes dit « RPM » explicitent les spécificités respectivement en matière routière, ferroviaire, fluviale et maritime du transport de matières dangereuses sur le territoire national. Ceux-ci sont disponibles sur le site du ministère français de l'Écologie.
Sur le territoire français, les intervenants dans le transport de marchandises dangereuses (expéditeurs, transporteurs, chargeurs, emballeurs, remplisseurs, exploitants de citerne-mobile) français ou étrangers qui présentent des matières ou des objets ne respectant pas les dispositions réglementaires dudit transport peuvent faire l'objet de contraventions de la cinquième classe (article 131-13 du code pénal) voire de poursuites pénales pour délits.
En vue de l'éradication des substances prioritaires pour le milieu aquatique en France, l'INERIS (avec les partenaires industriels producteurs) a fait le point en 2004 sur les données disponibles (production, import/export, usages, voies d’émission dans l’environnement, parties prenantes économiques, chiffre d’affaires, emploi…) ; sur la réglementation en cours ; sur les alternatives aux usages industriels, et sur le cout d'élimination en France de onze substances  dangereuses  prioritaires (ou  familles  de  substances) :  chloroalcanes C10-C13, Phtalate de bis(2-éthylhexyle) ou di(2-éthylhexyl)phtalate (DEHP), l’hexachlorobenzène, l’hexachlorobutadiène, nonylphénols, pentachlorobenzène, cadmium, hydrocarbures aromatiques  polycycliques (HAP), pentabromodiphényléthers, le tributylétain, trichlorobenzène. 
Ce travail a montré que le pentachlorobenzène ne semble plus utilisé en France (sauf peut-être dans le bassin Rhin-Meuse), que l’hexachlorobenzène et l’hexachlorobutadiène ne sont plus ni produits, ni utilisés dans le pays mais qu'ils sont encore rejetés dans l'environnement dont comme sous-produits de la production et de l’utilisation de certains solvants chlorés. 
 
Les chloroalcanes  C10-C13  ne  sont  plus  fabriqués, et sont de moins en moins utilisés depuis 1995 environ. Tous ces produits ont des alternatives moins toxiques, à coût acceptable, avec des incertitudes pour la métallurgie (faute de données disponibles à l'époque). L'Ineris prévoyait quelques difficultés pour certaines PMU (textile, cuir) très dépendantes  de   fournisseurs  de  produits  chimiques qui auront peut être du mal à proposer des alterntives.

## Termes anglais
Les termes « Hazmat » (pour « hazardous materials ») ou « dangerous goods » désignent des matières ou marchandises dangereuses. Cela s'applique aux solides, liquides ou gaz qui peuvent nuire aux personnes, aux organismes vivants, aux biens ou à l'environnement. Ces produits sont soumis à une réglementation et des précautions sont nécessaires pour les manipuler (comme le port d'une combinaison Hazmat). Cela comprend les matériaux radioactifs, inflammables, explosifs, corrosifs, oxydants, asphyxiants, biologiques dangereux, les substances et organismes allergènes, pathogènes ou toxiques.